# Vassyl Onopenko
Vassyl Onopenko (en ukrainien : Василь Васильович Онопенко, né le 10 avril 1949 à Zaporijjia), est un juge ukrainien exerçant les fonctions de président de la Cour suprême d'Ukraine et ministre de la Justice.

## Biographie
Il est diplômée de la Faculté de droit de l'université nationale Iaroslav le Sage.

## Carrière
Il était chef du Parti des Droit de l'Homme de Zbytnev qui a été fusionné en 1994 avec les Parti social-démocrate d'Ukraine (unifié) avec le Parti de la Justice. Il a été élu à la Troisième, Quatrième et Cinquième convocation de la Rada d'Ukraine ; en 1998, exclu du parti social démocrate unis, il intégrait le Ukraine - En avant !.
Il a été ministre de la Justice du 27 octobre 1992 au 7 août 1995, Gouvernement Koutchma et Gouvernement Massol II, et juge de la Cour suprême dont il prit la tête de 2006 à 2011.